# 女子版極限體能王
女子版極限體能王（KUNOICHI，國興衛視譯作女忍）是日本東京廣播公司（TBS）不定期播出的運動娛樂特別節目。

## 摘要
女子版極限體能王是由極限體能王構想出來的節目，於2001年12月正式播出，限定由女子參賽。第1回大會是挑戰冠軍王中的特別節目，第2回、第3回則是屬於體育王國。第1回～第7回的比賽方式與極限體能王相同，由100名參賽者參賽，過關者可進行下一舞台；第8回的第一舞台則是以四人一組的方式進行比賽，每組各取2名晉級；第9回起改為由50名參賽者參賽，一共三個舞台，過關者可進行下一舞台。
此節目構想初期（第1回、第2回）都是只有三個舞台、11個關卡；而第3回以後則有4個舞台、18個關卡。此節目與極限體能王的不同點是，有時第三舞台會有限制時間，而關卡名稱大部分是三個字（例如：舞踊石、消耗壁等），少數例外（例如：プラン跳、クライムボード），從第9回開始改為用片假名關卡名稱（例如：フィッシュボーン、スラントエッジ）。最近一次播出的大會是於2017年7月舉辦的第10回大會。考量到女性上臂肌肉不如男性發達，關卡設計不如極限體能王有許多注重上臂力量的攀爬關卡，取而代之的是要求腳步靈活性、身體平衡性的關卡。從歷年挑戰者與完全制霸人數比例來看，其難度遠比男子版極限體能王來的簡單。第9回開始加入一些重視力量的關卡。
節目播出至今，不只是日本選手，世界各國的女子奧運金牌或是頂尖運動員也常常來參加本節目，為國爭光。目前的完全破關者共4人，三宅綾子、門井佐登美、小宮理英及大嶋綾乃。門井、小宮於第8回大會達成此項壯舉，而三宅則於第4回～第6回大會，連續三次完全破關，大嶋於第12回大會達成此項壯舉。

## 過去女子版極限體能王的厲害選手
- 基於版面上的需求，每五回為一個單元。
- 每位選手前面都會顯示背號。

### 第1回大會~第5回大會
第1回大會 最強女子決定戰KUNOICHI（2001年12月22日播出）合計11道關卡（1st-6 2nd-4 FINAL-1）
過去最低紀錄，第一舞台只有2個人過關，但是她們都在大跳躍出局。
| STAGE | 播報員   | 過關人數 | 限制時間 | 最快紀錄 | 剩餘時間 | 平均時間 | 備註 |
| ----- | -------- | -------- | -------- | -------- | -------- | -------- | ---- |
| 1st   | 初田啓介 | 2人      | 80秒     | 遊佐雅美 | 8.8秒    | 6.95秒   |      |
| 2nd   | 初田啓介 | 0人      | 50秒     |          |          |          |      |

| 編號 | 挑戰者   | 舞台 | 關卡   | 備註 |
| ---- | -------- | ---- | ------ | ---- |
| 100  | 遊佐雅美 | 2nd  | 大跳躍 |      |
| 83   | 山田海蜂 | 2nd  | 大跳躍 |      |

第2回大會 KUNOICHI2002冬（2002年12月21日播出）合計11道關卡（1st-6 2nd-4 FINAL-1）
第一舞台比前回多出一人，有兩個人闖進最終舞台。天候非常惡劣，當選手挑戰最終舞台時下起了雪來。
| STAGE | 播報員   | 過關人數 | 限制時間               | 最快紀錄 | 剩餘時間 | 平均時間 | 備註 |
| ----- | -------- | -------- | ---------------------- | -------- | -------- | -------- | ---- |
| 1st   | 初田啓介 | 3人      | 90秒                   | 水野裕子 | 16.68秒  | 13.73秒  |      |
| 2nd   | 初田啓介 | 2人      | 45秒（第一、二道關卡） | 水野裕子 | 8.8秒    | 5.9秒    |      |
| FINAL | 初田啓介 | 0人      |                        |          |          |          |      |

| 編號 | 挑戰者   | 舞台  | 關卡   | 備註      |
| ---- | -------- | ----- | ------ | --------- |
| 81   | 水野裕子 | FINAL | 天空道 | 剩餘5公尺 |
| 89   | 渡邊和江 | FINAL | 天空道 | 剩餘7公尺 |
| 96   | 遊佐雅美 | 2nd   | 大跳躍 |           |

第3回大會 KUNOICHI2003秋（2003年9月24日播出）合計17道關卡（1st-8 2nd-4 3rd-3 FINAL-2）
第一舞台突破者變成14人，第三舞台也有史上最多的11人。最終舞台與SASUKE相似點很多，人數都是史上最多的一次，而且兩人都是只差一點就可以完全稱霸的情況下出局。
| STAGE | 播報員   | 過關人數 | 限制時間 | 最快紀錄 | 剩餘時間 | 平均時間 | 備註 |
| ----- | -------- | -------- | -------- | -------- | -------- | -------- | ---- |
| 1st   | 初田啓介 | 14人     | 85秒     | 水野裕子 | 18.07秒  | 11.03秒  |      |
| 2nd   | 有馬隼人 | 11人     | 40秒     | 渡辺奈緒 | 11.34秒  | 7.48秒   |      |
| 3rd   | 初田啓介 | 3人      | 90秒     | 水野裕子 | 7.9秒    | 4.56秒   |      |
| FINAL | 初田啓介 | 0人      | 35秒     |          |          |          |      |

| 編號 | 挑戰者   | 舞台  | 關卡   | 備註                       |
| ---- | -------- | ----- | ------ | -------------------------- |
| 100  | 水野裕子 | FINAL | 天空棒 | 終點前，只差0.2秒          |
| 92   | 泉美香   | FINAL | 天空棒 | 剩餘約5公分                |
| 95   | 半澤友美 | FINAL | 天空棒 | 剩餘約20公分               |
| 97   | 渡邊奈緒 | 3rd   | 倒連板 | 手碰到第32塊、33塊犯規出局 |
| 81   | 森洋子   | 3rd   | 倒連板 | 第29 - 30塊                |
| 78   | 淺見清香 | 3rd   | 倒連板 | 第29 - 30塊                |
| 85   | 渡邊和江 | 3rd   | 倒連板 | 第25 - 26塊                |
| 70   | 吉濱愛梨 | 3rd   | 倒連板 | 第25 - 26塊                |
| 10   | 中西百重 | 3rd   | 倒連板 | 第4 - 5塊                  |
| 84   | RUO      | 3rd   | 二連棒 | 第二根摔出界外             |
| 71   | 西村知惠 | 3rd   | 二連棒 | 第二根摔出界外             |

第4回大會 KUNOICHI2004冬（2004年12月25日播出）合計17道關卡（1st-8 2nd-4 3rd-3 FINAL-2）
第一舞台的地板由黃色變成綠色，第三舞台的五人全部都是在倒連板脫落。只有一個人進軍最終舞台，也與SASUKE一樣，她首次出場就達成了完全稱霸的壯舉。
| STAGE | 播報員                                                          | 過關人數 | 限制時間 | 最快紀錄 | 剩餘時間 | 平均時間 | 備註 |
| ----- | --------------------------------------------------------------- | -------- | -------- | -------- | -------- | -------- | ---- |
| 1st   | 初田啓介（1-30號、51號、81-100號） 小笠原亘（31-50號、52-80號） | 8人      | 105秒    | 三宅綾子 | 28.86秒  | 16.23秒  |      |
| 2nd   | 小笠原亘                                                        | 6人      | 35秒     | 淺見清香 | 9.08秒   | 4.65秒   |      |
| 3rd   | 初田啓介                                                        | 1人      | 90秒     | 三宅綾子 | 11.98秒  | 11.98秒  |      |
| FINAL | 初田啓介                                                        | 1人      | 35秒     | 三宅綾子 | 4.1秒    | 4.1秒    |      |

| 編號 | 挑戰者     | 舞台  | 關卡     | 備註                 |
| ---- | ---------- | ----- | -------- | -------------------- |
| 58   | 三宅綾子   | FINAL | 完全制覇 | 剩餘4.1秒            |
| 70   | 小宮理英   | 3rd   | 倒連板   | 第30 - 31塊          |
| 50   | 渡邊和江   | 3rd   | 倒連板   | 第30 - 31塊          |
| 95   | 淺見清香   | 3rd   | 倒連板   | 第29 - 30塊          |
| 81   | 吉田沙保里 | 3rd   | 倒連板   | 第29 - 30塊          |
| 90   | 山田海蜂   | 3rd   | 倒連板   | 手碰到第14塊犯規出局 |
| 98   | 凡·歐亞娜  | 2nd   | 浮遊島   | 第五個               |
| 99   | 泉美香     | 2nd   | 三連跳   | 第三個               |

第5回大會 KUNOICHI2006新春（2006年1月7日播出）合計19道關卡（1st-9 2nd-5 3rd-3 FINAL-2）
三宅綾子在第一舞台過關之後得知祖母過世的消息，之後達成第二次完全稱霸。此大會有許多號碼不明的選手，但是都可以從空出的號碼和主持人所推測。
| STAGE | 播報員                                           | 過關人數 | 限制時間             | 最快紀錄 | 剩餘時間 | 平均時間 | 備註 |
| ----- | ------------------------------------------------ | -------- | -------------------- | -------- | -------- | -------- | ---- |
| 1st   | 初田啓介（1-40號、71-100號） 駒田健吾（41-70號） | 6人      | 100秒                | 三宅綾子 | 20.85秒  | 10.26秒  |      |
| 2nd   | 駒田健吾                                         | 5人      | 50秒                 | 三宅綾子 | 19.54秒  | 11.44秒  |      |
| 3rd   | 初田啓介                                         | 2人      | 15秒（僅「夢幻道」） | 小宮理英 | 0.60秒   | 0.49秒   |      |
| FINAL | 初田啓介                                         | 1人      | 35秒                 | 三宅綾子 | 7.74秒   | 7.74秒   |      |

| 編號 | 挑戰者          | 舞台  | 關卡     | 備註        |
| ---- | --------------- | ----- | -------- | ----------- |
| 100  | 三宅綾子        | FINAL | 完全制覇 | 剩餘7.7秒   |
| 72   | 小宮理英        | FINAL | 天空棒   | 剩餘約1公尺 |
| 91   | 水野裕子        | 3rd   | 倒連板   | 第34 - 35塊 |
| 83   | 今村百合子      | 3rd   | 倒連板   | 第32 - 33塊 |
| 95   | 浅見清香        | 3rd   | 倒連板   | 第28 - 29塊 |
| 90   | 米拉蓓拉‧阿芙奴 | 2nd   | 迴轉筒   |             |

### 第6回大會~第10回大會
第6回大會 KUNOICHI2006（2006年9月20日播出）合計18道關卡（1st-8 2nd-5 3rd-3 FINAL-2）
因為三宅凌子連續2次破關而全新改版。第1舞台共有11人通過，除了三宅全部都是首次過關。此外，與第5回大會比起來，跳躍力更顯得重要。這次的第二舞台是以速度賽的方式舉行，只取前6名進入第三舞台。三宅凌子也在此大會，拿下了第三次完全破關的壯舉。
| STAGE | 播報員            | 過關人數 | 限制時間 | 最快紀錄                   | 剩餘時間 | 平均時間 | 備註                           |
| ----- | ----------------- | -------- | -------- | -------------------------- | -------- | -------- | ------------------------------ |
| 1st   | 初田啓介 小笠原亘 | 11人     | 95秒     | エリン・ジェシカ・ドルティ | 15.17秒  | 9.28秒   |                                |
| 2nd   | 駒田健吾          | 8人      | 75秒     | 岩井智香                   | 18.57秒  | 9.72秒   | 過關秒數前6名才能進入3rd STAGE |
| 3rd   | 初田啓介          | 2人      |          |                            |          |          |                                |
| FINAL | 初田啓介          | 1人      | 30秒     | 三宅綾子                   | 0.66秒   | 0.66秒   |                                |

| 編號 | 挑戰者                     | 舞台  | 關卡         | 備註                 |
| ---- | -------------------------- | ----- | ------------ | -------------------- |
| 100  | 三宅綾子                   | FINAL | 完全制覇     | 剩餘0.66秒           |
| 83   | 田中真帆                   | FINAL | 天空棒       | 剛抵達就時間到       |
| 75   | 前田瑞帆                   | 3rd   | 天秤橋       | 剩餘1/3              |
| 88   | 岩井智香                   | 3rd   | 倒連板       | 手碰到第21塊犯規出局 |
| 96   | エリン・ジェシカ・ドルティ | 3rd   | 劍山道       | 第1根→第2根          |
| 51   | 東玲奈                     | 3rd   | 劍山道       | 第1根→第2根          |
| 80   | 松本美佳里                 | 2nd   | 時間競賽淘汰 | 過關時間為1分9秒08   |
| 68   | 北川成美                   | 2nd   | 時間競賽淘汰 | 過關時間為1分9秒86   |
| 79   | 太刀川麻也                 | 2nd   | 舞乱道       | 第3根                |
| 66   | 岡本さやか                 | 2nd   | 舞乱道       | 第3根                |
| 32   | 吉田友子                   | 2nd   | 大跳躍       |                      |

第7回大會 KUNOICHI2007（2007年9月5日播出）合計19道關卡（1st-8 2nd-5 3rd-4 FINAL-2）
繼第6回大會之後，是此節目史上再一次全面翻新。第一舞台的段違棒、飛翔柱2關共有40多人出局。另外，相隔2年再度登場的八艘跳也吞噬了不少實力派選手。第一舞台的過關人數是過去大會排倒數第3的4位。第二舞台大跳躍、舞亂道以外的關卡全面更新，過去第一舞台的難關，舞踊石也遷至此。過關人數是繼第1回大會之後，排倒數第2的1人。第3關的倒連坂經過了小幅度的修改，使上次大會曾通過的田中真帆在此落下。進入最終舞台的人數和第1回大會一樣都是0。
| STAGE | 播報員                                | 過關人數 | 限制時間 | 最快紀錄 | 剩餘時間 | 平均時間 | 備註 |
| ----- | ------------------------------------- | -------- | -------- | -------- | -------- | -------- | ---- |
| 1st   | 梅田淳（1-50號） 小笠原亘（51-100號） | 4人      | 90秒     | 三宅綾子 | 22.72秒  | 15.86秒  |      |
| 2nd   | 小笠原亘                              | 1人      | 65秒     | 田中真帆 | 3.81秒   | 3.81秒   |      |
| 3rd   | 梅田淳                                | 0名      |          |          |          |          |      |

| 編號 | 挑戰者   | 舞台 | 關卡   | 備註                         |
| ---- | -------- | ---- | ------ | ---------------------------- |
| 91   | 田中真帆 | 3rd  | 倒連板 | 黃色區域，第27塊             |
| 92   | 西村知惠 | 2nd  | 舞亂道 | 過關後，於按下按鈕前夕時間到 |
| 100  | 三宅綾子 | 2nd  | 舞亂道 | 第三根                       |
| 80   | 小宮理英 | 2nd  | 吊梯子 | 著陸失敗                     |

第8回大會 KUNOICHI2009（2009年10月7日播出）合計16道關卡（1st-7 2nd-6 3rd-1 FINAL-2）
相隔2年之後再度舉行，又再一次的改版。第一舞台以4人1組的方式進行，每組取2人進入第二舞台。4人全部都出局的組別則進入敗部復活賽。第二舞台的關卡集合了過去各舞台的難關，是過去史上最難的第二舞台；第三舞台也有新關卡的產生，和過去的比賽型態截然不同。結果通過第一舞台者，包括敗部復活的9名在內，是史上最多的35人。此大會由於門井佐登美及小宮理英2人都完全破關，而創下了過去連極限體能王都沒有的紀錄。
| STAGE | 播報員                                  | 過關人數 | 限制時間   | 最快紀錄   | 剩餘時間 | 平均時間 | 備註                                                      |
| ----- | --------------------------------------- | -------- | ---------- | ---------- | -------- | -------- | --------------------------------------------------------- |
| 1st   | 佐藤文康（敗部復活戰同時擔任） 初田啓介 | 26人     | 120秒      | 門井佐登美 | 50.34秒  |          | 包含敗者復活者9人，總共35人進入第二舞台。                 |
| 2nd   | 佐藤文康 初田啓介                       | 5人      | 210秒      | 門井佐登美 | 76.19秒  | 37.45秒  | 通關剩餘時間前10名進入第三舞台，最終只有5名進入第三舞台。 |
| 3rd   | 佐藤文康                                | 3人      | 無限制時間 |            |          |          | 紀錄最高3名進入FINAL STAGE。                              |
| FINAL | 初田啓介                                | 2人      | 60秒       | 門井佐登美 | 21.4秒   | 12.55秒  |                                                           |

| 挑戰者     | 舞台  | 關卡     | 備註                 |
| ---------- | ----- | -------- | -------------------- |
| 門井佐登美 | FINAL | 完全制覇 | 剩餘21.4秒           |
| 小宮理英   | FINAL | 完全制覇 | 剩餘3.7秒            |
| 有松知美   | FINAL | 雙面壁   | 碰到關卡外圍犯規出局 |
| 山田幸代   | 3rd   | 飛行路   | 紀錄1m60cm           |
| 加藤有香   | 3rd   | 飛行路   | 紀錄1m60cm           |

第9回大會 KUNOICHI2017（2017年2月12日播出）合計16道關卡（RED-7 BLUE-7 FINAL-2）
睽違8年後再度開賽。這次的錄影地點捨棄綠山攝影棚，改在幕張展覽館進行。出場者也比以往少了一半，只剩下50人。舞台數量也改回第2回以前的3個，其中第一舞台稱之「RED STAGE」、第二舞台稱之「BLUE STAGE」，各障礙物名稱也捨棄以往的三個漢字命名，改為只用片假名命名。此外，這次也有從極限體能王SASUKE引進障礙物。
RED STAGE方面，最大的難關就是フィッシュボーン（Fish Bone，魚刺橋），闖進BLUE STAGE的只有5人。
而BLUE STAGE方面，蜘蛛步道、逆向輸送帶、巔峰戰士等極限體能王名關卡登場，過去幾次大會的名關卡スポンジブリッジ（Sponge Bridge，海綿橋）卻造成5人中4人出局。首次登場的泉ひかり ( 泉光 )為僅存的FINAL STAGE挑戰者，但最後卻未能完全制霸。
| STAGE | 播報員   | 過關人數 | 限制時間 | 最快紀錄                | 剩餘時間 | 平均時間 | 備註 |
| ----- | -------- | -------- | -------- | ----------------------- | -------- | -------- | ---- |
| RED   | 駒田健吾 | 5人      | 140秒    | 大嶋あやの ( 大嶋綾乃 ) | 49.93秒  | 27.95秒  |      |
| BLUE  | 杉山真也 | 1人      |          |                         |          |          |      |
| FINAL | 杉山真也 |          | 35秒     |                         |          |          |      |

| 編號 | 挑戰者                  | 舞台  | 關卡             | 備註        |
| ---- | ----------------------- | ----- | ---------------- | ----------- |
| 42   | 泉ひかり ( 泉光 )       | FINAL | 綱登り           | 剩下約2公尺 |
| 44   | 陳竹音                  | BLUE  | スポンジブリッジ | 第6塊→第7塊 |
| 45   | 大嶋あやの ( 大嶋綾乃 ) | BLUE  | スポンジブリッジ | 第3塊→第4塊 |
| 43   | 渡辺華奈                | BLUE  | スポンジブリッジ | 第2塊→第3塊 |
| 48   | 川端友紀                | BLUE  | スポンジブリッジ | 第1塊→第2塊 |

第10回大會 KUNOICHI2017夏（2017年7月2日播出）合計19道關卡（RED-7 BLUE-5 BLACK-5 FINAL-2）
| STAGE | 播報員                                 | 過關人數 | 限制時間 | 最快紀錄          | 剩餘時間 | 平均時間 | 備註 |
| ----- | -------------------------------------- | -------- | -------- | ----------------- | -------- | -------- | ---- |
| RED   | 杉山真也（1~40號） 駒田健吾（41~50號） | 6人      | 110秒    | 泉ひかり ( 泉光 ) | 19.55秒  | 7.17秒   |      |
| BLUE  | 駒田健吾                               | 3人      | 75秒     | 泉ひかり ( 泉光 ) | 17.01秒  | 8.97秒   |      |
| BLACK | 駒田健吾                               | 0人      | 無       |                   |          |          |      |

| 編號 | 挑戰者            | 舞台  | 關卡             | 備註            |
| ---- | ----------------- | ----- | ---------------- | --------------- |
| 50   | 泉ひかり ( 泉光 ) | BLACK | 地獄滑桿         | 終點前          |
| 49   | 渡辺華奈          | BLACK | 地獄滑桿         | 終點前          |
| 40   | AYA               | BLACK | 巔峰戰士改       | 段差時落水      |
| 36   | 岡部紗季子        | BLUE  | 芝麻開門         | 第3道牆，時間到 |
| 32   | 渡邉美香          | BLUE  | 逆向輸送帶       | 時間到          |
| 7    | 才木 玲佳         | BLUE  | スライドウォーク | 時間到          |

### 第11回大會~
第11回大會 KUNOICHI2018（2018年7月1日播出）合計19道關卡（RED-7 BLUE-5 BLACK-5 FINAL-2）
| STAGE | 播報員   | 過關人數 | 限制時間 | 最快紀錄                  | 剩餘時間 | 平均時間 | 備註 |
| ----- | -------- | -------- | -------- | ------------------------- | -------- | -------- | ---- |
| RED   | 駒田健吾 | 10人     | 110秒    | 岡部紗季子 ( 岡部紗季子 ) | 29.07秒  | 18.77秒  |      |
| BLUE  | 伊藤隆佑 | 4人      | 80秒     | 岡部紗季子                | 22.18秒  |          |      |
| BLACK | 伊藤隆佑 | 1人      | 無       |                           |          |          |      |
| FINAL | 伊藤隆佑 |          | 35秒     |                           |          |          |      |

| 編號 | 挑戰者     | 舞台  | 關卡             | 備註                          |
| ---- | ---------- | ----- | ---------------- | ----------------------------- |
| 32   | 岡部紗季子 | FINAL | 綱登り           | 剩下約2公尺                   |
| 47   | 大嶋綾乃   | BLACK | 地獄滑桿         | 終點前                        |
| 29   | 山本華步   | BLACK | 地獄滑桿         | 終點前                        |
| 33   | 津吹アイリ | BLACK | スポンジブリッジ | 第1塊→第2塊手碰觸板子犯規出局 |
| 30   | 坂井絢香   | BLUE  | 芝麻開門         | 第3道牆，時間到               |
| 40   | 須藤美青   | BLUE  | 芝麻開門         | 第2道牆，時間到               |
| 49   | 渡邉美香   | BLUE  | 芝麻開門         | 第1道牆，時間到               |

## 女子版極限體能王實力堅強的選手

### 完全制霸者
三宅綾子（出場4回 雜技舞者，女子版極限體能王唯一複數次完全制霸者）
背負著100號的榮耀，有QUEEN OF KUNOICHI 的美譽。只有首次出場的第4回是58號。
她有著優秀的體力，在求快之中又不失謹慎是她最大的過關秘訣，也因此在第4回～第6回大會達成了連續三次的完全破關。可惜的是她在第7回時第二舞台的最後一關因為一時大意而落下，無法連續四次完全破關。2007年時她也去報名了第18回極限體能王的比賽。每次進入最終舞台都一定會過關，是唯一一位多次進入最終舞台過關率100%的人。
小宮理英（出場5回 偶像藝人）
第4回首次出場，在第三舞台倒連坂出局（No.70）。第5回首次進入最終舞台，第6回的挑戰畫面並未播出。第7回則是在第二舞台吊梯子因為著地失敗而出局（No.80）。第8回雖然在舞踊石有些許的失去平衡，但是其他關卡都各個完美的過關，最後達成了完全破關。極限體能王也4度參賽，第22回在蜘蛛跳躍出局（No.64），第23回大會則是在乘風破浪落水（No.37），第24回在圓木滑降落水（No.57），第26回時在人肉轉盤出局（No.不明）。
門井佐登美（出場1回 體操大姊）
第8回首次出場。第一、第二舞台以壓倒性的速度闖關，第三舞台也有很好的表現，最終舞台也以驚人的速度，剩下21秒多完全破關，是KUNOICHI節目史上第二位首次出場就完全破關的選手，極限體能王只出場第27回大會，在乘風破浪出局（No.不明）。

### 實力堅強的選手
山田海蜂（出場3回 前新體操選手、亞特蘭大奧運、雪梨奧運日本代表）
第一回在第二舞台大跳躍腳不慎沾到水出局，隨後第二回卻在第一舞台的円柱乗脫落。第四回做好萬全準備後，挺進到第三舞台的倒連板。她在極限體能王也有出場（第12回），並且闖到跳躍懸吊（No.90）。
遊佐雅美（出場5回 職業救生員）
第一回與山田海蜂同樣，在大跳躍出局。第二回也在大跳躍出局，是第二舞台唯一的脫落者。自從第三回在舞踊石失敗後，表現就開始失常。第四回在排行榜中第七名，第五回在排行榜中只有第十名。
水野裕子（出場8回 偶像藝人）
第2、第3回闖進最終舞台。第2回在天空道圓柱的部分落下；第3回在天空棒已0.2秒之差出局，被看好是完全破關最有利後補的她，第4回卻在第一關舞踊石失足落水。第5回恢復正常，在倒連板出局；但第6回之後的表現開始退步。第6回在不安道落水，第7回則在八艘跳出局（No.91）。第9回相隔8年開賽以50號登場，在新關卡魚刺橋出局。第10回前來雪恥，卻在雙重擺盪沒有抓好橫桿而落水（No.21）。
渡邊美香（泉美香）（出場4回 爵士舞教練→家庭主婦、老人安養復健中心護工）
首次出場的第3回大會即闖進最終舞台（No.92）。之後的「黃金筋肉SASUKE TRIAL2004」也有出場，過了連男性也吃足苦頭的聳立之牆，但隨後時間到。第4回在第二舞台三連跳失去平衡落水（No.99）。第9回大會相隔13年出場，在第一舞台的砲彈球時間到（No.39）。第10回成功闖過第一舞台，在第二舞台的逆向輸送帶時間到（No.32）。另外，她和水野裕子是很好的戰友。
西村知恵（出場5回 前特技演員）
她是唯一一位以女性身分通過極限體能王第一舞台的人。第3回大會首次出場，在第三舞台二連棒出界；第4回八艘跳（No.91）、第5回斜面走都在第一舞台出局。第7回是相隔已久闖入第二舞台，很可惜地時間到。第8回雖然在第一舞台領先，卻在新關卡ブラン跳出局。
泉ひかり （泉光）（出場2回 跑酷表演者）
她是在第9回大會唯一一位晉級到最終舞台的參賽選手，可惜，在終點前幾秒時間結束，差一點就能完全制霸（No.42）。第10回第一、二舞台都以最快速度過關，闖到第三舞台的地獄滑桿，可惜無法跳到終點而落水（No.50）。
陳竹音（出場1回 特技演員）
她是唯一一位台灣參賽選手。第9回大會首次出場，在第一舞台有過關，第二舞台不幸在海綿橋敗北而歸（No.44）。第9回大會第二舞台，只有唯一一位泉ひかり 泉光女選手有過關，其餘女選手全部都在海綿橋挑戰失敗。

## 女子版極限體能王最新關卡名稱（第10回）

### RED STAGE
限制時間110秒。
① （滾輪山丘）
② 
③ 
④ 
⑤ （雙重鞦韆）
⑥ （聳立高牆）
⑦ 

### 第二舞台
限制時間75秒。
① 
② （蜘蛛步道）
③ （五連槌）
④ （逆向輸送帶）
⑤ （芝麻開門）

### BLACK STAGE
無限制時間。
① （螺旋槳雲梯）
② （手搖自行車）
③ 
④ （巔峰戰士）
⑤ （地獄滑桿）

### FINAL STAGE
高15公尺，限制時間未知
① （蜘蛛攀爬，8公尺）
② （攀繩，7公尺）

## 女子版極限體能王過去曾出現的關卡
- 這裡記述的是第9回以前有的關卡，當然也是以日文→中文的方法表示。

- 【】內的數字代表此關卡出現的大會數。

### 第一舞台
| 大會數 | 第一舞台關卡名稱 | 第一舞台關卡名稱 | 第一舞台關卡名稱 | 第一舞台關卡名稱 | 第一舞台關卡名稱 | 第一舞台關卡名稱 | 第一舞台關卡名稱 | 第一舞台關卡名稱 | 第一舞台關卡名稱 | 第一舞台關卡名稱 | 限制時間 |
| ------ | ---------------- | ---------------- | ---------------- | ---------------- | ---------------- | ---------------- | ---------------- | ---------------- | ---------------- | ---------------- | -------- |
| 1      | 舞踴石           | 風車渡           | 風車渡           | 円柱乗           | 円柱乗           | 暴風道           | 暴風道           | 三連跳           | 三連跳           | 脫出繩           | 80秒     |
| 2      | 舞踴石           | 風車渡           | 風車渡           | 円柱乗           | 円柱乗           | 関所道           | 関所道           | 三連跳           | 三連跳           | 脫出棒           | 90秒     |
| 3      | 舞踴石           | 風車渡           | 障壁越           | 円柱乗           | 不安道           | 八艘跳           | 八艘跳           | 斜面走           | 斜面走           | 脫出繩           | 85秒     |
| 4      | 舞踴石           | 風車渡           | 風車渡           | 不安道           | 円柱乗           | 斜面走           | 八艘跳           | 超登坂           | 大滑降           | 脫出繩           | 105秒    |
| 5      | 舞踴石           | 風車渡           | 風車渡           | 不安道           | 円柱乗           | 斜面走           | 八艘跳           | 気負坂           | 大滑降           | 脫出繩           | 100秒    |
| 6      | 浮游走           | 三角橋           | 飛翔柱           | 不安道           | 円柱乗           | 斜面走           | 斜面走           | 落下棒           | 落下棒           | 脫出繩           | 95秒     |
| 7      | 飛石走           | 段違棒           | 飛翔柱           | 不安道           | 円錐乘           | 八艘跳           | 八艘跳           | 斜面走           | 斜面走           | 脫出繩           | 90秒     |
| 8      | 不安走           | 丸太橋           | 吊天棒           | 鐵條網           | プラン跳         | プラン跳         | 池水渡           | 池水渡           | 消耗壁           | 消耗壁           | 120秒    |

【1.2.3.4.5】
通過數個高低不同的梅花樁，第4回大會以後在第3個設置彈簧。過去曾是第一舞台的難關，第6回大會以後遷至第二舞台延續至今。
【1.2.3.4.5】
通過風車狀且會旋轉的立足點。第1回時風車共3個，而且每個都比前一個高；第2回大會以後改為一個大風車。
【1.2.3.4.5.6.7】
在鐵製圓柱上保持平衡，利用腳使其前進。目前的全勤關卡，第8回移至第二舞台。
【1】
在每秒25公尺強風的吹襲下，必須通過一座細長的橋。第2回大會變成關所道。
【1.2】
從彈簧床跳躍至一細長的立足點，如此反覆三次。第4回關卡移至第二舞台，第6、8回變成須跨越三個不同高度的柵欄。
【1.3.4.5.6.7】
爬上用繩製的會搖晃的梯子。第1回時曾以「忍梯子」的名稱登場。
【2】
中文或又譯作「強渡關山」。通過上下波動起伏的橋。
【2】
爬上一根紅色的鐵棒。
【3】
越過兩個高度不同的牆壁。第二個較第一個為高。
【3.4.5.6.7】
第一型態：只在第3回登場。類似極限體能王「搖晃的橋」，中央的突起較小，搖晃的幅度也較低。
第二型態：越過中間有空洞的平衡橋，空洞共3個。
【3.4.5.7】
利用彈簧床飛身而躍至對岸著陸。中文有時譯作「蜻蜓點水」。第3回時中央有浮島，第4回以後去除。第7回復活後改在一根圓柱上著陸。
【3.4.5.6.7】
斜著身體，橫越45度的斜坡。第4回以前只有1個斜坡，第5回開始斜坡變成2個。
【4】
攀上角度45度的斜坡。後半部的坡較為陡峭，且有設置2根繩子。
【4.5】
手握住一鐵桿開始向下滑行至一小立足點著陸。成功後須越過一不規則形狀的平衡橋。
【5】
類似極限體能王「聳立之牆」。高度較小，且分為2段。
【6】
快速躍過數個會沉下水中的浮島。
【6】
類似極限體能王的「山蹺蹺台」。通過一個會搖晃的三角狀的橋。
【6.7】
事先按下按鈕後一黃色沙包會開始下降，接近挑戰者後挑戰者利用跳板緊緊抓住沙包滑行至對岸。第7回大會時須在段違棒就按下按鈕。
【6】
利用一向下傾斜的鐵棒著陸至一浮島。
【7】
有點像古代的特技水上飄。跳過幾個小浮島後至對岸，類似極限體能王的「六段連環跳」。
【7】
越過兩個圓柱狀的獨木橋，第二個的高度比第一個高。脫落者非常多，第7回登場時與「飛翔柱」的配合下超過40人出局。
（跨越拒馬）【8】
越過數個設置了高欄的浮島。
（圓木橋）【8】
穿越3個用木頭做的獨木橋。
（垂天棒）【8】
用繩子懸著幾個木製立足點，必須踩過前進。這有點類似極限體能王的「泰山渡河」。
（鐵條網）【8】
運用鐵製的網子，雙手雙腳撐住兩邊前進，底部有些許的突起。有點像「蜘蛛步道」的變形。
（鞦韆跳躍）【8】
乘著鞦韆下降至一浮島著陸。若雖著陸允許些許碰觸到水面。
（木筏渡河）【8】
利用前一關卡的浮島，抓住一繩子使浮島向前進至下一關卡。
（消耗壁）【8】
抓著網子慢慢往上爬，類似極限體能王的「天羅地網」。
【9】
（跳躍懸吊）【9】

### 第二舞台
| 大會數 | 第二舞台關卡名稱 | 第二舞台關卡名稱 | 第二舞台關卡名稱 | 第二舞台關卡名稱 | 第二舞台關卡名稱 | 第二舞台關卡名稱 | 第二舞台關卡名稱 | 第二舞台關卡名稱 | 第二舞台關卡名稱 | 限制時間                                    |
| ------ | ---------------- | ---------------- | ---------------- | ---------------- | ---------------- | ---------------- | ---------------- | ---------------- | ---------------- | ------------------------------------------- |
| 1      | 大跳躍           | 大跳躍           | 回転墊           | 回転墊           | 天秤橋           | 天秤橋           | 天秤橋           | 天秤橋           | 浮游島           | 50秒                                        |
| 2      | 大跳躍           | 大跳躍           | 壁際伝           | 壁際伝           | 天秤橋           | 天秤橋           | 天秤橋           | 天秤橋           | 浮游島           | 大跳躍、壁際伝：45秒 天秤橋、浮游島：不計時 |
| 3      | 大跳躍           | 大跳躍           | 超登坂           | 超登坂           | 回轉筒           | 回轉筒           | 回轉筒           | 回轉筒           | 浮游島           | 40秒                                        |
| 4      | 大跳躍           | 大跳躍           | 三連跳           | 三連跳           | 回轉筒           | 回轉筒           | 回轉筒           | 回轉筒           | 浮游島           | 35秒                                        |
| 5      | 大跳躍           | 大跳躍           | 超登坂           | 超登坂           | 回轉筒           | 回轉筒           | 振子道           | 振子道           | 浮游島           | 50秒                                        |
| 6      | 大跳躍           | 大跳躍           | 三連跳           | 三連跳           | 棒子橋           | 棒子橋           | 翻山嶺           | 翻山嶺           | 舞乱道           | 70秒                                        |
| 7      | 大跳躍           | 大跳躍           | 舞踴石           | 舞踴石           | 迴轉筒           | 迴轉筒           | 吊梯子           | 吊梯子           | 舞亂道           | 65秒                                        |
| 8      | 大跳躍           | 大跳躍           | 三連跳           | 三連跳           | 舞躍石           | 舞躍石           | 倒連板           | 円柱乗           | 舞乱道           | 210秒                                       |

【1.2.3.4.5.6.7.8】
從斜坡上滑下來，跳到一個浮島上。第1屆大會時的兩位挑戰者皆在此失敗。第4屆大會後把著地地點調近。
【1】
【1.2】
【1.2.3.4.5】
【1】
【3.5】
【3.4.5.7】
【4.6.8】
第一版本（4.6）：跳過三張彈簧床，彈簧床與彈簧床中間有細長的站立區。
第二版本（8）：越過3座高度不同的柵欄。
【5】
【6】
【6】
【6.7.8】
通過數個上面凸出來的柱子。第1屆~第6屆大會時存在於第一舞台的第一關卡，第7屆大會後移至第二舞台。其中的第三根柱子在第4屆大會之後改成可上下移動。
【7】
【7.8】
由三個細長的平衡橋所組成（依序為白樺、竹子、鐵管）。其中前兩個的中間有繩子可以抓住，而最後的鐵管則沒有。第7回三宅綾子在此失敗（鐵管的後半段落水）。
【8】
通過17片用保麗龍做成的等高板子，第7屆大會前存在於第三舞台，「挑戰冠軍王」也曾出現過類似的項目。
【8】
走過一個會轉動的圓木，第7屆大會前存在於第一舞台。
【9】
【9】

### 第三舞台
| 大會數 | 第三舞台關卡名稱 | 第三舞台關卡名稱 | 第三舞台關卡名稱 | 限制時間                            |
| ------ | ---------------- | ---------------- | ---------------- | ----------------------------------- |
| 3      | 二連棒           | 倒連版           | 天秤橋           | 90秒                                |
| 4      | 二連棒           | 倒連版           | 天秤橋           | 90秒                                |
| 5      | 無情壁           | 倒連版           | 夢幻道           | 無情壁，倒連版：不計時 夢幻道：15秒 |
| 6      | 劍山道           | 倒連版           | 天秤橋           | 未計時                              |
| 7      | 劍山道           | 倒連板           | 魔性壁           | 未計時                              |
| 8      | 高跳             | 高跳             | 高跳             | 未計時                              |

【3.4】
【3.4.5.6.7】
第一型態：一共要通過40片用保麗龍做成的板子（綠色12塊，藍色8塊，黃色8塊，紅色12塊），過了綠色段之後，每4塊就增高一階。
第二型態：第7回大會時將最後面的紅色12塊更新為「倒連棒」，變成只有柱子而已。
註：「挑戰冠軍王」曾出現過類似的項目。

【3.4.6】
【5】
【5】
【6.7】
【7】
【8】
從彈簧床飛身而躍，須越過一個鐵棒，且鐵棒不可落下或碰觸到。從1.6公尺開始比賽，同高度失敗兩次則判定出局。第8回大會倖存的3人進入最終舞台。

### 最終舞台
| 大會數 | 最終舞台關卡名稱 | 最終舞台關卡名稱 | 最終舞台關卡名稱 | 最終舞台關卡名稱 | 限制時間 |
| ------ | ---------------- | ---------------- | ---------------- | ---------------- | -------- |
| 1      | 天空道           | 天空道           | 天空道           | 天空道           | 未計時   |
| 2      | 天空道           | 天空道           | 天空道           | 天空道           | 未計時   |
| 3      | 梯子壁           | 梯子壁           | 天空棒           | 天空棒           | 35秒     |
| 4      | 梯子壁           | 梯子壁           | 天空棒           | 天空棒           | 35秒     |
| 5      | 梯子跳           | 梯子跳           | 天空棒           | 天空棒           | 35秒     |
| 6      | 無情壁           | 無情壁           | 天空棒           | 天空棒           | 30秒     |
| 7      | 天空網           | 天空網           | 天空棒           | 天空棒           | 未知     |
| 8      | 鐵梯子           | 鐵梯子           | 雙面壁           | 雙面壁           | 60秒     |

## 相關節目
- 極限體能王SASUKE
- 富士海筋肉王